# Universidade de Montenegro
A Universidade de Montenegro (em montenegrino Univerzitet Crne Gore, Универзитет Црнe Горe) é uma instituição de ensino superior pública localizada em Podgorica, Montenegro.  Foi fundada em abril de 1974 e está organizada em catorze faculdades. Até 1992, era chamada de "Universidade Veljko Vlahović". 